# Puig de Fontlletera
El Puig de Fontlletera és una muntanya de 2.581 metres situada a la serra del Catllar, que separa les valls de Ribes i Camprodon, entre els municipis de Queralbs i Vilallonga de Ter al Ripollès. Es troba al nord del Balandrau, separada pel coll dels Tres Pics. Una de les possibles rutes parteix des del Refugi de Coma de Vaca, i una altra ruta usual ve de la pista que puja des de Tregurà de Dalt.